# サンケイビル
株式会社サンケイビル（英: The Sankei Building Company, Limited）は、東京都千代田区大手町一丁目に本社を置く、フジサンケイグループの総合不動産デベロッパーである。フジ・メディア・ホールディングスの連結子会社。

## 概要
1951年に株式会社産業会館ビルとして設立し、賃貸ビル事業を核にして発展してきた。
2000年以降、｢管理型不動産業」から「開発型不動産業」へと転換を図り、基幹の「ビル事業」に加え、「住宅事業」、「シニア事業」へ進出。直近では「ホテル事業」を新たな成長の柱にすべく、2015年4月、株式取得により株式会社グランビスタホテル&リゾートを連結子会社化。2017年3月期には連結売上高が初めて1,000億円を突破し、以降も開発物件数・規模ともに拡大を続けている。
2012年3月、フジ・メディア・ホールディングスの完全子会社であるフジ・メディア・サービスによる株式公開買付により、フジ・メディア・ホールディングスの連結子会社となった。フジ・メディア・ホールディングスの持株比率が間接保有分を含め97.50%となり、上場廃止になった。現在サンケイビルグループは、フジ・メディア・ホールディングスの都市開発・観光事業を担っている。
サンケイリアルエステート投資法人のスポンサーであり、子会社の株式会社サンケイビル・アセットマネジメントが資産運用会社となっている。

## 主な物件

### 東京
東京サンケイビル（東京都千代田区大手町一丁目）
2002年9月竣工。地上31階・地下4階。産経新聞東京本社などが入居。低層階は「大手町サンケイプラザ」（貸会議室・イベント会場）と商業施設で構成される「メトロスクエア」。第45回（2004年）BCS賞受賞作品、2005年の日本建築学会作品選奨対象作品である。
Hareza池袋（東京都豊島区東池袋一丁目）
2020年7月全面開業。豊島区の旧区庁舎跡地および旧豊島公会堂跡地の定期借地権による再開発事業に東京建物及びサンケイビルが開発事業者に選定され、2019年11月から順次開業した。「Hareza Tower」（オフィス棟）、「東京建物 Brillia HALL」（ホール棟）、「としま区民センター」（公民館）および「豊島区立中池袋公園」が立地する。東京建物 Brillia HALLの低層部には、フジサンケイグループのポニーキャニオンが運営する未来型ライブ劇場「harevutai」が入居している。
ダイバーシティ東京 オフィスタワー（臨海副都心青海Q区画開発事業）（東京都江東区青海一丁目）
2012年4月竣工。地上21階。建築主は三井不動産・大和ハウス工業と設立した特定目的会社。併設する商業施設「ダイバーシティ東京 プラザ」は三井不動産商業マネジメントが運営。FCGビルとは首都高速湾岸線を挟んで隣接していることから、フジテレビの関連会社が多く入居している。
大手町連鎖型都市再生プロジェクト（東京都千代田区大手町一丁目）
サンケイビルはJAビル・経団連会館・大手町フィナンシャルシティ ノースタワーに特定事業者として参画。

### 大阪
ブリーゼタワー（大阪市北区梅田二丁目）
2008年7月竣工。地上34階・地下3階。産経新聞大阪本社などが入居し、サンケイホールも併設されていた大阪サンケイビル（1952年7月竣工）の老朽化に伴い、隣接する島津ビルとともに解体され、複合高層ビルに建て替える「西梅田プロジェクト」に着手。竣工後は、階数・延床面積とも東京サンケイビルを超える最大物件となった。新ホール「サンケイホールブリーゼ」や商業ゾーン「ブリーゼブリーゼ」も併設される。近接地に大阪サンケイビル別館、大阪新サンケイビルもある。
難波サンケイビル（大阪市浪速区湊町二丁目）
2005年7月竣工。地上14階・地下1階。産経新聞大阪本社が大阪サンケイビルから移転した。

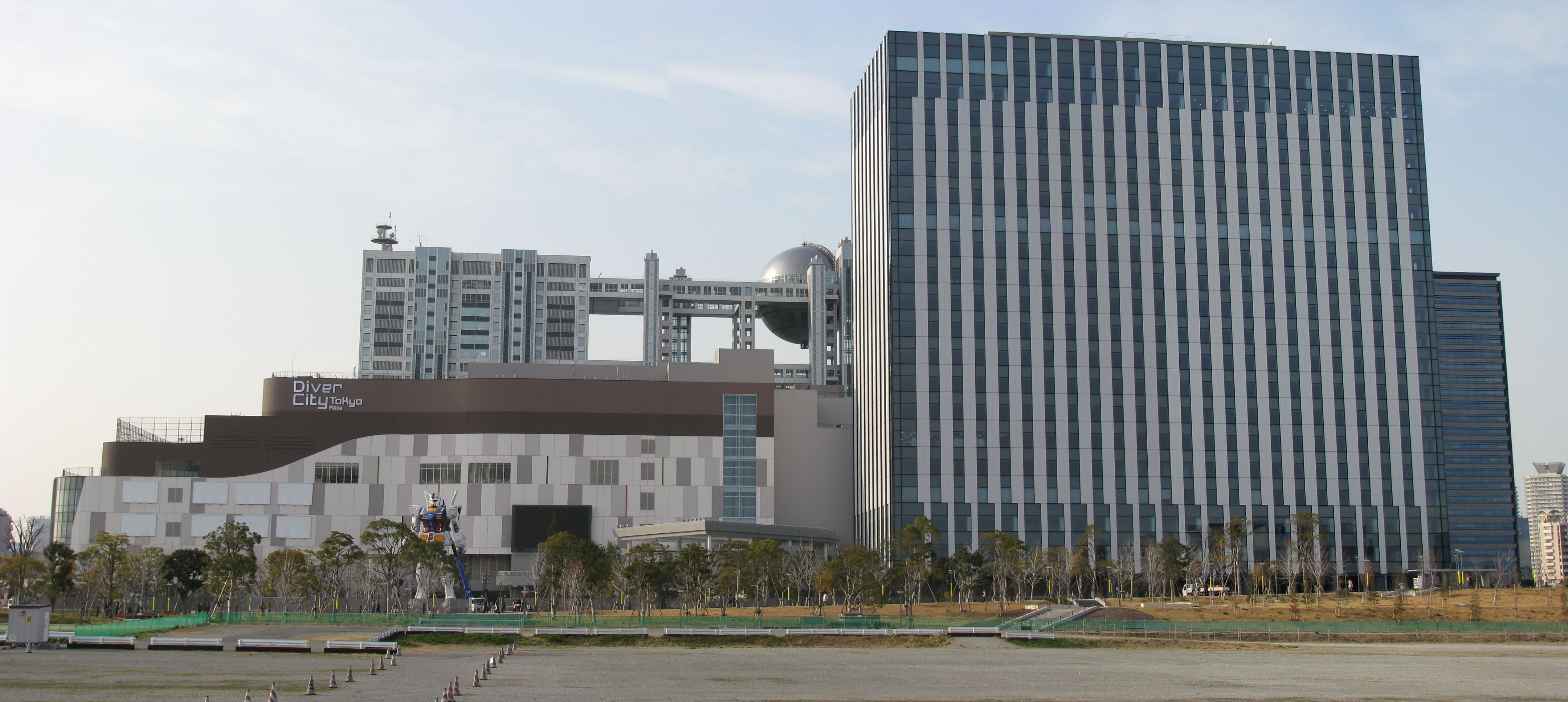
ダイバーシティ東京（東京都江東区青海一丁目）
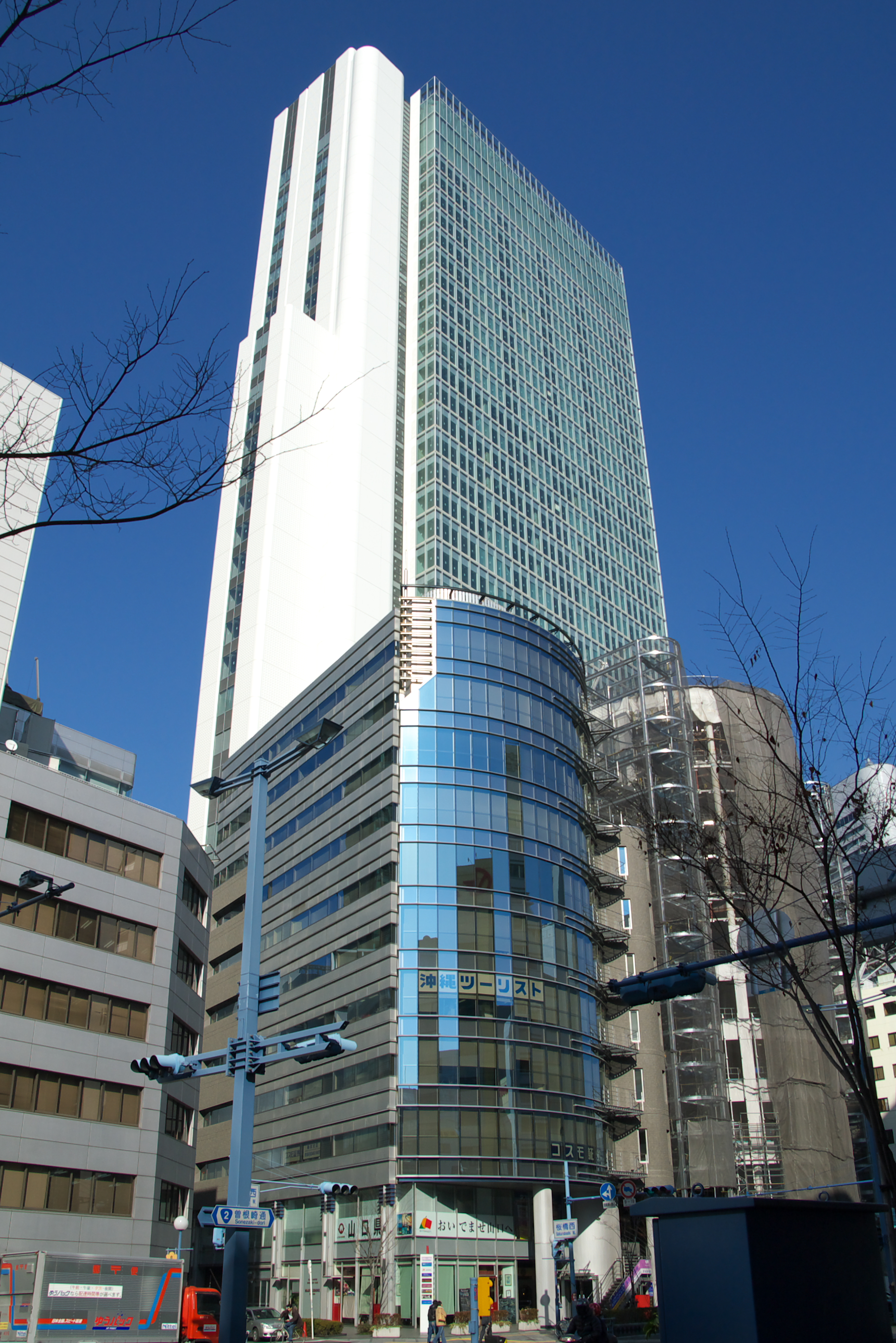
ブリーゼタワー（奥の建物）（大阪市北区梅田二丁目）
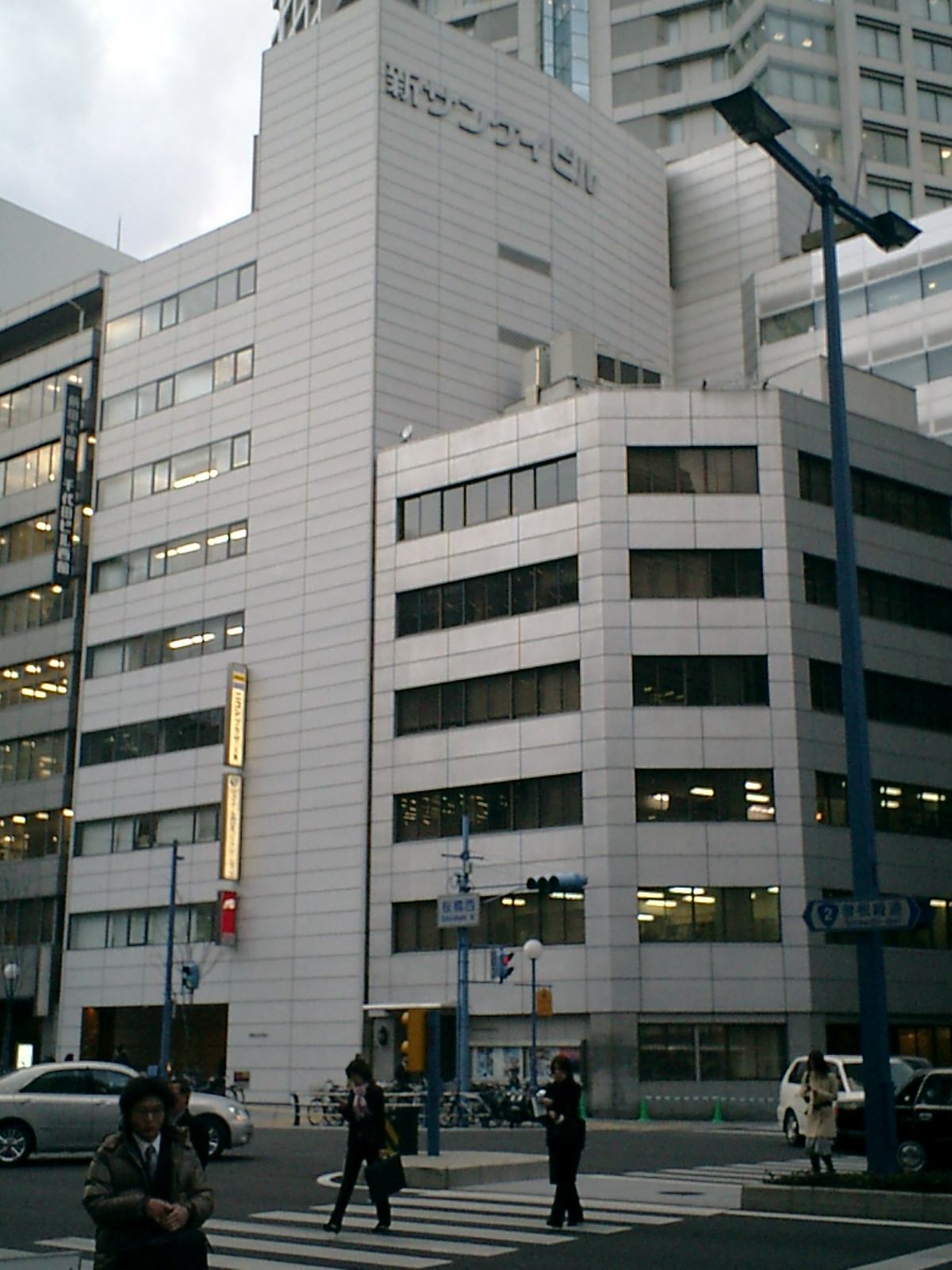
大阪新サンケイビル（左）と大阪サンケイビル別館（大阪市北区梅田二丁目）
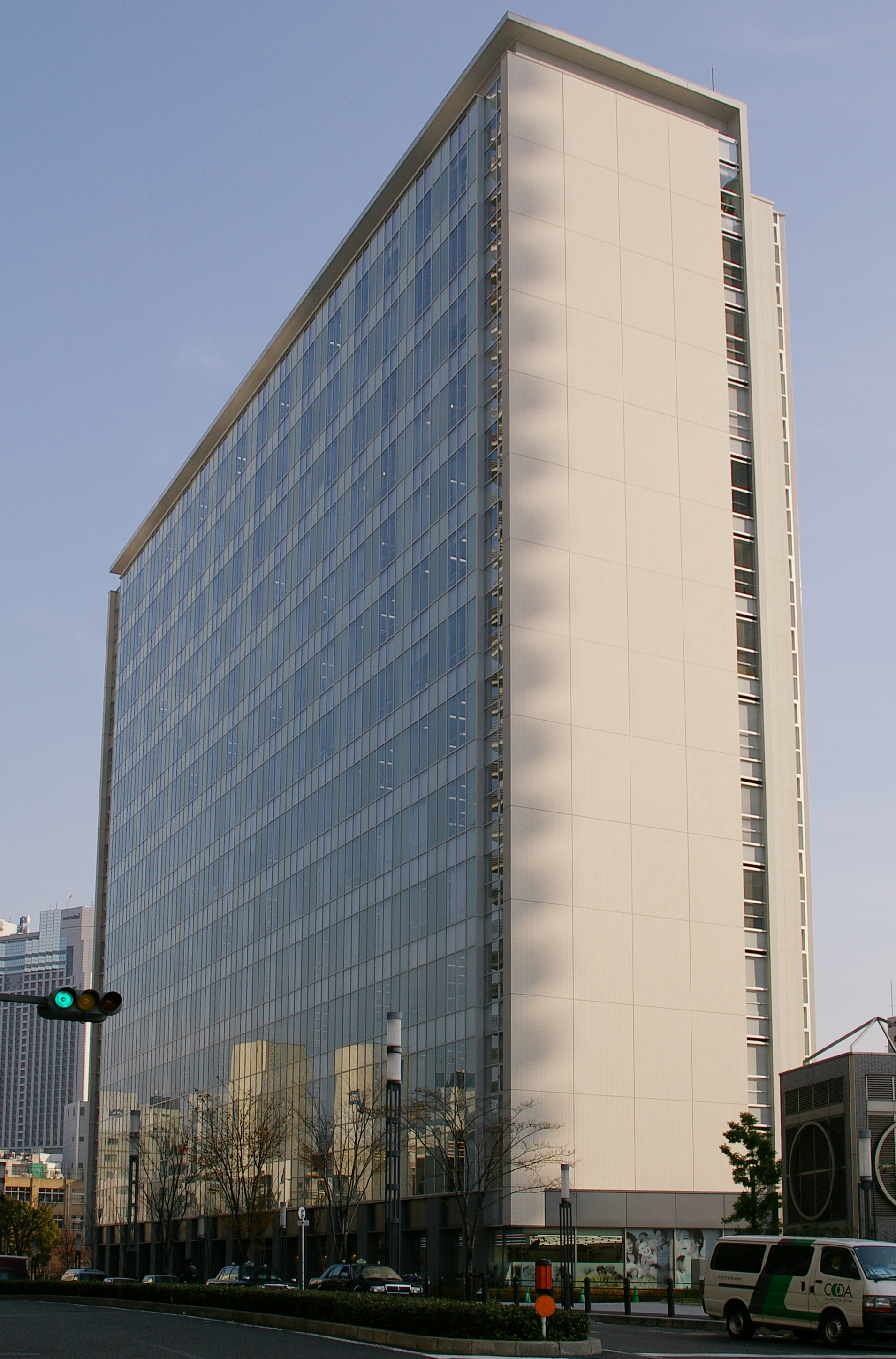
難波サンケイビル（大阪市浪速区湊町二丁目）

## 沿革
- 1951年（昭和26年）6月 - 大阪市北区に株式会社産業会館ビルとして設立。
- 1961年（昭和36年）
  - 7月 - 本店を東京都千代田区に移転。
  - 10月 - 大証二部上場。
  - 11月 - 社名を株式会社サンケイビルに変更。
- 1986年（昭和61年）2月 - 東証二部上場。
- 1987年（昭和62年）
  - 5月 - ユーロドル建ワラント債発行。
  - 9月 - 東証、大証一部上場。
- 1989年（平成元年）5月 - スイス・フラン建転換社債発行。
- 1992年（平成4年）9月 - 資本金94億5,346万円。
- 1997年（平成9年）2月 - 本社を東京都千代田区から港区に移転。
- 2000年（平成12年）
  - 9月 - 再開発により東京サンケイビル1期竣工（東京都千代田区）。
  - 12月 - 本社を東京都港区から千代田区に移転。
- 2002年（平成14年）9月 - 東京サンケイビル2期竣工（グランドオープン）。
- 2004年（平成16年）6月 - 神谷町サンケイビル竣工（東京都港区）。
- 2005年（平成17年）
  - 3月 - 第三者割当増資・資本金141億2,046万円。
  - 7月 - 難波サンケイビル竣工（大阪市浪速区）。
  - 8月 - 大阪支店を大阪市北区から浪速区に移転。
  - 11月 - 日比谷サンケイビル取得。
- 2006年（平成18年）4月 - JPR神宮前432竣工（グランドオープン）。
- 2007年（平成19年）3月 - 不動産私募ファンド事業進出。
- 2008年（平成20年）8月 - ブリーゼタワー竣工。
- 2012年（平成24年） 
  - 7月31日 - 東証一部、大証一部上場廃止。
  - 8月2日 - フジ・メディア・ホールディングスの完全子会社となる[1]。
- 2020年（令和2年）7月1日 - 東京建物との共同事業である豊島区庁舎跡地及び豊島公会堂跡地の再開発事業である「Hareza池袋」が全面開業[2][3]。